# كشت ياباني

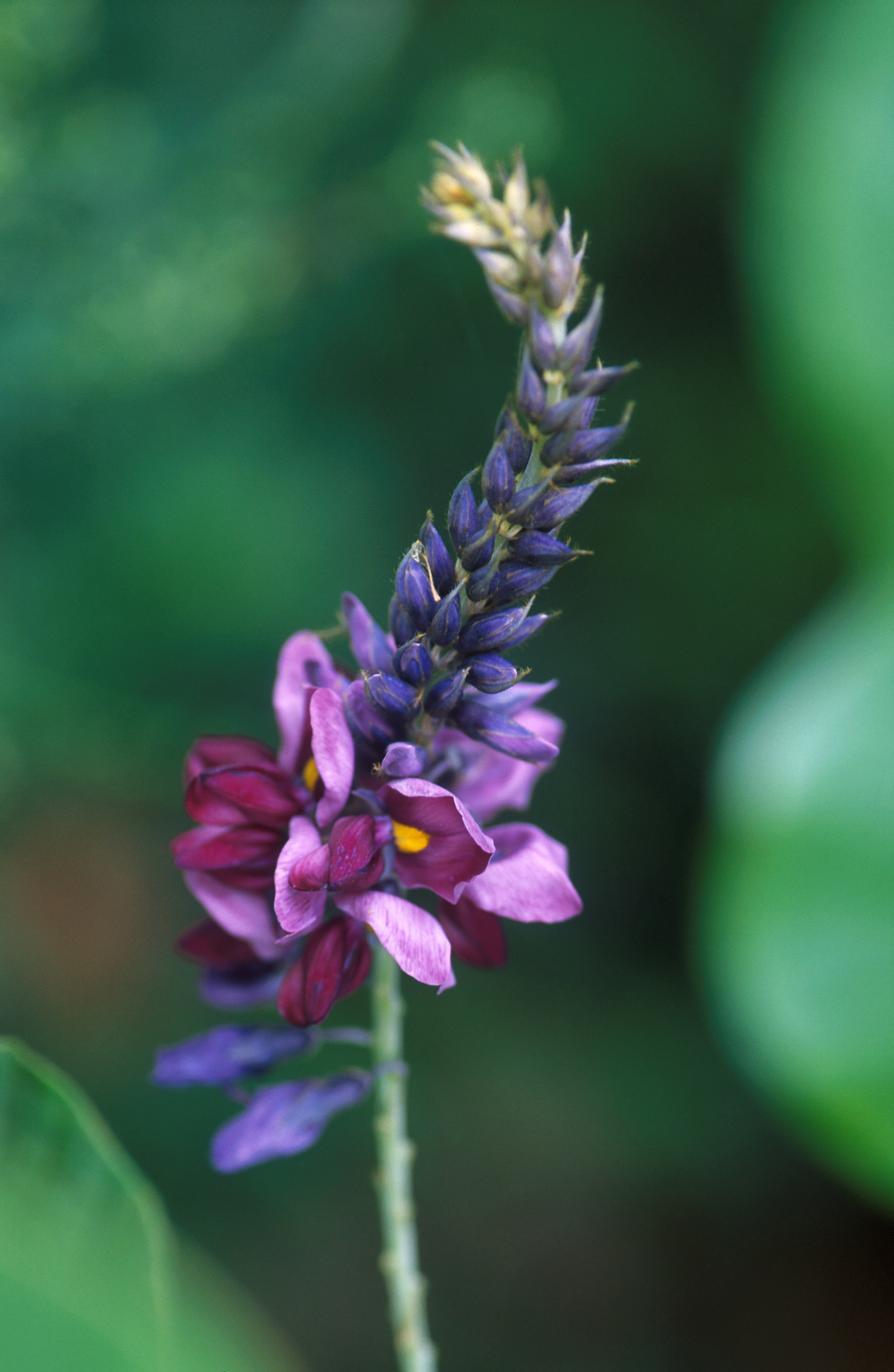
زهرة كشت ياباني

نوع من الكشت الزِّراعي السّبروتيّ (يُسمّى باليابانيّة: كودزو クズ أو 葛). يبلغ طول ساقه نحو عشرة أمتار. فروعُها خَمْلِيَّة اللِّحاء. وُرَيْقاتُها مَعينيَّة الشَّكل، تطول وتعرض من 10 إلى 15 سم. أزهاره تميل إلى الزّرقة البنفسجيَّة الموشّحة بالأبيض. عنقوده الزّهري يطول نحو 25 سم. حنابله مستطيلة، زبّاء الغلاف. جذوره درَنِيَّة مأكولة، سوقه صناعيَّة نسيجيَّة، بزوره وأوراقه علفيَّة. وهو من النّباتات الّتي تُزرَع في المناطق المُعرَّضة للحتّ، لأنّها تتشبَّث بالتُّربَة، وتمنع انجرافها.